# Sun Cloud
Sun Cloud — ныне закрытый сервис облачных вычислений, предоставлявшийся корпорацией Sun Microsystems, использовал Solaris 10, Sun Grid Engine и платформу Java.
В Sun Cloud можно было разместить любую программу, которая не требует отдельной установки посторонних модулей, работала на Solaris 10 и не требовала бы интерактивного вмешательства (то есть работала под управлением сценариев). Максимальный размер программы и данных ограничивался размером 10 Гбайт.
Для определения стоимости услуг для каждой задачи, запущенной в облаке, подсчитывалось использованное процессорное время с точностью до часа.
С марта 2007 года существовал каталог программ, размещённых в облаке, в котором разработчики публиковали свои приложения для доступа других пользователей Sun Cloud.

## Подходящие приложения
Типичное приложение, которое может работать в Compute Utility, соответствует следующим параметрам:
- должен быть самодостаточным
- работает в операционной системе Solaris 10 (ОС)
- реализуется со стандартными библиотеками объектов, включенными в ОС Solaris 10 или пользовательскими библиотеками, упакованными с исполняемым файлом
- весь исполняемый код должен быть доступен на Compute Utility во время выполнения
- выполняется до конца под управлением сценариев оболочки (нет необходимости в интерактивном доступе)
- имеет максимальный размер приложений и данных, которые не превышают 10 гигабайт
- могут быть упакованы для загрузки в Sun Cloud как один или несколько ZIP-файлов размером 300 мегабайт или меньше